# Kierdziejewce (Litwa)
Kierdziejewce (lit. Girdijauskai) − wieś na Litwie, w okręg wileńskim, w rejonie solecznickim, w gminie Turgiele. W 2011 roku liczyła 5 mieszkańców.
W dwudziestoleciu międzywojennym leżała w granicach II Rzeczypospolitej, w województwie wileńskim, w powiecie wileńsko-trockim.